# The Cowsills

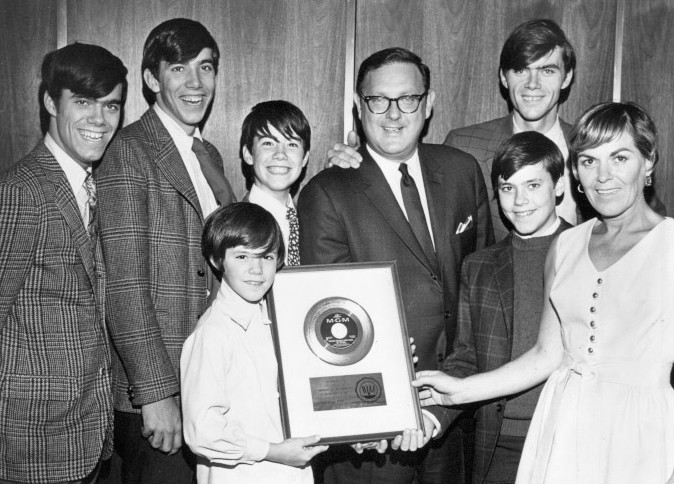
Die Cowsills erhalten eine Goldene Schallplatte, 1967

The Cowsills war in den 1960er Jahren eine populäre US-amerikanische Gesangsgruppe, nach deren Vorbild die Serie The Partridge Family entstand.

## Wirken
Der vielköpfige Familienclan der Cowsills beschloss eines Tages als Sangesgruppe Karriere zu machen. Mitte der 1960er Jahre bekamen sie bei einer kleinen Plattenfirma einen Schallplattenvertrag und nahmen die Single All I Really Wanna Be auf. Der Song wurde zwar ein kommerzieller Flop, erregte aber die Aufmerksamkeit eines Verantwortlichen einer großen Plattenfirma. Und dort konnten die Cowsills 1967 einsteigen. The Rain, The Park And Other Things hieß ihre erste flotte Pop-Nummer, die ein Millionenseller und mit einer Goldenen Schallplatte ausgezeichnet wurde.
Millionenerfolg Nummer 2 folgte dann 1969 mit einer Version von Hair aus dem gleichnamigen Musical. Auch hierfür gab es eine Goldauszeichnung. Anfang der 1970er Jahre begann dann der Glanz der Gruppe zu verblassen. In den USA hat sie allerdings noch heute den Beinamen „America's first family of music“.
Einige Familienmitglieder blieben weiterhin im Musikbusiness. John Cowsill etwa begleitet seit einigen Jahren die Beach Boys als Tourneemusiker. 

## Mitglieder
- John Cowsill
- Robert Cowsill
- Barry Cowsill
- William Cowsill
- Paul Cowsill
- Richard Cowsill
- Susan Cowsill
- Barbara Cowsill

## Diskografie

### Alben
| Jahr | Titel                             | Höchstplatzierung, Gesamtwochen, AuszeichnungChartsChartplatzierungen (Jahr, Titel, Platzierungen, Wochen, Auszeichnungen, Anmerkungen) | Anmerkungen |
| Jahr | Titel                             | US | Anmerkungen |
| ---- | --------------------------------- | --- | ----------- |
| 1967 | The Cowsills                      | US31 (17 Wo.)US |             |
| 1968 | We Can Fly                        | US89 (14 Wo.)US |             |
| 1968 | Captain Sad And His Ship Of Fools | US105 (12 Wo.)US |             |
| 1968 | The Best of the Cowsills          | US127 (9 Wo.)US |             |
| 1969 | The Cowsills in Concert           | US16 (24 Wo.)US |             |
| 1971 | On My Side                        | US200 (1 Wo.)US |             |

Weitere Alben
- 1968: The Cowsills Plus The Lincoln Park Zoo
- 1968: The Cowsills
- 1970: II × II
- 1971: All-Time Hits
- 1998: Global
- 2001: 20th Century Masters – The Millennium Collection: The Best Of the Cowsills
- 2006: Painting the Day: The Angelic Psychedelia of the Cowsills
- 2008: Cocaine Drain

### EPs
- 1969: The Cowsills Collectors Record: Presented by American Dairy Association

### Singles
| Jahr | Titel Album                                        | Höchstplatzierung, Gesamtwochen, AuszeichnungChartsChartplatzierungen (Jahr, Titel, Album, Platzierungen, Wochen, Auszeichnungen, Anmerkungen) | Anmerkungen |
| Jahr | Titel Album                                        | US | Anmerkungen |
| ---- | -------------------------------------------------- | --- | ----------- |
| 1967 | The Rain, The Park And Other Things The Cowsills   | US2 Gold · (16 Wo.)US |             |
| 1968 | We Can Fly                                         | US21 (9 Wo.)US |             |
| 1968 | In Need of a Friend We Can Fly                     | US54 (6 Wo.)US |             |
| 1968 | Indian Lake Captain Sad and His Ship Of Fools      | US10 (13 Wo.)US |             |
| 1968 | Poor Baby The Best Of The Cowsills                 | US44 (6 Wo.)US |             |
| 1969 | Hair The Cowsills in Concert                       | US2 Gold · (15 Wo.)US |             |
| 1969 | The Prophecy of Daniel and John the Divine II × II | US75 (4 Wo.)US |             |
| 1969 | Silver Threads and Golden Needles II × II          | US74 (7 Wo.)US |             |

Weitere Singles
- 1965: All I Really Want to Be Is Me
- 1966: Most of All
- 1966: Party Girl
- 1967: A Most Peculiar Man
- 1968: The Path of Love
- 1968: The Impossible Years
- 1970: II × II
- 1971: On My Side
- 1971: You (in My Mind)
- 1972: Covered Wagon
- 1993: Christmastime (Song for Marissa)